# 保昌控股

保昌控股有限公司

保昌控股有限公司是一家在香港的物流公司。主要業務是提供航空和海路貨運服務、展品付運和家居搬運服務及第三方物流管理。
保昌控股有限公司成立於1982年，於1992年在香港交易所上市，保昌控股在2008年被私有化。
公司在百慕達註冊，主席為劉少榮。公司在2005年的純利為110,987,000港元，資產淨值為646,468,000港元。

## 外部連結
- bim.com.hk （页面存档备份，存于）